# Championnat de Belgique masculin de water-polo
Le championnat de Belgique de water-polo, dit de première division, est la principale compétition belge de water-polo depuis 1904. Il est organisé par la Fédération royale belge de natation.

## Palmarès masculin
| - 1904 : Brussels Swimming and Water-Polo Club - 1905 : Brussels Swimming and Water-Polo Club - 1906 : Brussels Swimming and Water-Polo Club - 1907 : Brussels Swimming and Water-Polo Club - 1908 : Brussels Swimming and Water-Polo Club - 1909 : Cercle de natation de Bruxelles - 1910 : Brussels Swimming and Water-Polo Club - 1911 : Brussels Swimming and Water-Polo Club - 1912 : Brussels Swimming and Water-Polo Club - 1913 : Cercle de natation de Bruxelles - 1914 : Cercle de natation de Bruxelles - 1915 à 1918 : non organisé - 1919 : Cercle de natation de Bruxelles - 1920 : Cercle de natation de Bruxelles - 1921 : Cercle de natation de Bruxelles - 1922 : Cercle de natation de Bruxelles - 1923 : Cercle de natation de Bruxelles - 1924 : Koninklijke Antwerpse Zwemclub - 1925 : Koninklijke Antwerpse Zwemclub - 1926 : Koninklijke Antwerpse Zwemclub - 1927 : Cercle de natation de Bruxelles - 1928 : Koninklijke Antwerpse Zwemclub - 1929 : Brussels Swimming and Water-Polo Club - 1930 : Koninklijke Antwerpse Zwemclub - 1931 : Brussels Swimming and Water-Polo Club - 1932 : Koninklijke Antwerpse Zwemclub - 1933 : Cercle de natation de Bruxelles - 1934 : Koninklijke Antwerpse Zwemclub - 1935 : Cercle de natation de Bruxelles - 1936 : Cercle de natation de Bruxelles - 1937 : Cercle de natation de Bruxelles - 1938 : Cercle de natation de Bruxelles - 1939 : Cercle de natation de Bruxelles - 1940 : Cercle de natation de Bruxelles - 1941 : Cercle de natation de Bruxelles - 1942 : Cercle de natation de Bruxelles - 1943 : Cercle de natation de Bruxelles - 1944 et 1945 : non organisé - 1946 : Cercle de natation de Bruxelles - 1947 : Cercle de natation de Bruxelles - 1948 : Cercle de natation de Bruxelles - 1949 : Cercle de natation de Bruxelles - 1950 : Koninklijke Antwerpse Zwemclub - 1951 : Koninklijke Antwerpse Zwemclub - 1952 : Koninklijke Antwerpse Zwemclub - 1953 : Gentse Zwemvereniging - 1954 : Gentse Zwemvereniging - 1955 : Koninklijke Antwerpse Zwemclub - 1956 : Koninklijke Antwerpse Zwemclub - 1957 : Gentse Zwemvereniging - 1958 : Gentse Zwemvereniging - 1959 : Koninklijke Antwerpse Zwemclub - 1960 : Koninklijke Antwerpse Zwemclub - 1961 : Gentse Zwemvereniging - 1962 : Koninklijke Antwerpse Zwemclub - 1963 : Gentse Zwemvereniging - 1964 : Gentse Zwemvereniging - 1965 : Cercle de natation de Bruxelles - 1966 : Gentse Zwemvereniging - 1967 : Cercle de natation de Bruxelles | - 1968 : Gentse Zwemvereniging - 1969 : Cercle de natation de Bruxelles - 1970 : Koninklijke Antwerpse Zwemclub - 1971 : Koninklijke Antwerpse Zwemclub - 1972 : Koninklijke Antwerpse Zwemclub - 1973 : Zwemclub Scaldis - 1974 : Zwemclub Scaldis - 1975 : Zwemclub Scaldis - 1976 : Koninklijke Antwerpse Zwemclub - 1977 : S.C. Maccabi - 1978 : Gentse Zwemvereniging - 1979 : Gentse Zwemvereniging - 1980 : Gentse Zwemvereniging - 1981 : Gentse Zwemvereniging - 1982 : Koninklijke Antwerpse Zwemclub - 1983 : Gentse Zwemvereniging - 1984 : Gentse Zwemvereniging - 1985 : Koninklijke Antwerpse Zwemclub - 1986 : Koninklijke Antwerpse Zwemclub - 1987 : Koninklijke Antwerpse Zwemclub - 1988 : Gentse Zwemvereniging - 1989 : Gentse Zwemvereniging - 1990 : Gentse Zwemvereniging - 1991 : Cercle royal de natation de Tournai - 1992 : Kortrijkse Zwemkring - 1993 : Cercle royal de natation de Tournai - 1994 : Kortrijkse Zwemkring - 1995 : Kortrijkse Zwemkring - 1996 : Kortrijkse Zwemkring - 1997 : Cercle royal de natation de Tournai - 1998 : Cercle royal de natation de Tournai - 1999 : Royal Dauphins mouscronnois - 2000 : Royal Dauphins mouscronnois - 2001 : Kortrijkse Zwemkring - 2002 : Royal Dauphins mouscronnois - 2003 : Royal Dauphins mouscronnois - 2004 : Kortrijkse Zwemkring - 2005 : Royal Brussels Poseidon - 2006 : Kortrijkse Zwemkring - 2007 : Kortrijkse Zwemkring - 2008 : Kortrijkse Zwemkring - 2009 : Kortrijkse Zwemkring - 2010 : Royal Dauphins mouscronnois - 2011 : Royal Dauphins mouscronnois - 2012 : Non attribué - 2013 : Cercle royal de natation de Tournai - 2014 : Cercle royal de natation de Tournai - 2015 : Royal Dauphins mouscronnois - 2016 : Royal Dauphins mouscronnois - 2017 : Royal Dauphins mouscronnois - 2018 : Koninklijke Antwerpse Zwemclub Scaldis - 2019 : Royal Dauphins mouscronnois - 2020 : compétition annulée - 2021 : compétition annulée - 2022 : Racing swimming club Mechelen - 2023 : Royal Dauphins mouscronnois - 2024 : Royal Dauphins mouscronnois - 2025 : Royal Dauphins mouscronnois |

## Sources
- [PDF] Palmarès du championnat de Belgique de water-polo depuis 1904, Fédération royale belge de natation, 2009 ; page consultée le 16 avril 2010.
- Liste des clubs belges de water-polo, Water-polo.be : le water-polo belge, 10 décembre 2008 ; page consultée le 16 avril 2010.